# Upplands runinskrifter 1054
Upplands runinskrifter 1054 är en vikingatida runsten av granit i Lund, Björklinge socken och Uppsala kommun. Runstenen är svårt skadad. Stenen är 2 meter hög och 1,5 meter bred.

## Inskriften
Translitterering av runraden:
...oias... ... ...þfastr hi... [...skatnik faþur -...]
Normalisering till runsvenska:
... ... [Gu]ðfastr hi[ogg](?) ... faður ...
Översättning till nusvenska:
... Gudfast högg (?) ... fader ...